# 希波科翁
在希腊神话中希波科翁（Hippocoön，/hɪˈpɒkoʊˌɒn, -kəˌwɒn/）是斯巴達國王。

## 家庭
希波科翁是斯巴达王Oebalus和Bateia的兒子。他的兄弟（或同父異母兄弟）是廷達柔斯和伊卡柳斯。他的兒子有Lycon、Alcinous、Dorycleus、Scaeus、Enarophorus、Eurytus、Bucolus、Euteiches、Lycaethus、Hippothous、Tebrus、Hippocorystes、Alcimus、Dorceus、Sebrus、Eumedes、埃納西穆斯（Enaesimus）、阿爾康（Alcon）和琉喀波斯（Leucippus）（最後三個是卡呂冬狩獵的獵人，是希波科翁或阿瑞斯的三個兒子之一）。西西里的狄奧多羅斯說有20個，但沒有記載任何一個。女兒有宙克西珀（Hypermnestra）。

## 統治
當他們的父親去世時，廷達柔斯成為國王。在希波科翁的兒子們的協助下將他趕下了王位。赫拉克勒斯是廷達柔斯的好友，於是赫拉克勒斯敵視了希波科翁，殺光了他的兒子，
廷達柔斯就和他的妻子麗達回來繼續統治斯巴達。